# Ichała
Ichała (ros. Ихала) – osiedle w Rosji, w Karelii, w rejonie łachdienpochskim. W 2021 liczyło 608 mieszkańców.